# Nettie Stevens
Nettie Maria Stevens, född 7 juli 1861 i Cavendish i Vermont i USA, död 4 maj 1912, var en amerikansk genetiker. Hon och Edmund Beecher Wilson var de första forskarna som beskrev kromosomer som grund i system för könsbestämning, även om de forskade oberoende av varandra.

## Utbildning och karriär
Stevens började sin skolgång på Westport Academy och studerade sedan på Westfield State Normal School i Massachusetts från 1881 till 1883. Hon var en exemplarisk elev och blev snabbt klar med sina kurser. Vid sidan av studierna deltog hon i debatter och lärde sig spela piano. Efter sin examen från Westfield State Normal School undervisade Stevens i zoologi, fysiologi och Latin i New Hampshire. När hon tjänat tillräckligt med pengar började Stevens studera på Stanford University 1896. Året efter att hon tagit sin examen i fysiologi 1899 tog hon en masterexamen. Året därpå, 1900, påbörjade hon sin PhD inom biologi på Bryn Mawr College. Bryan Mayr College grundades 1885 och var en av de första högskolorna i USA där kvinnor kunde genomföra en mastersexamen.  Stevens fick ett stipendium som gjorde att hon kunde studera sitt andra år av sin masterexamen på Neapels zoologiska station i Italien och sedan på Zoologiska Institutionen vid Würzburgs universitet i Tyskland.
Stevens studerade först morfologi och taxonomi av ciliater, varpå hon publicerade sin första artikel 1901 om just protozoer. Hon ändrade sedan sin forskningsinriktning och ägnade sig cytologi och den regenerativa processen. 1904 gavs en av hennes största publikationer ut, vilken hon skrev tillsammans med zoologen och genetikern, och den senare nobelpristagaren, Thomas Hunt Morgan. Kunskap om genetik var vid den här tiden begränsad. Kromosomer hade studerats i många år men hur betydelsefull deras funktion var inte allmänt känt. Genetikern Gregor Mendel hade studerat kromosomer och publicerat sina upptäckter 1886 men hans arbete uppmärksammades inte förrän år 1900. Mendel hade visat att genetiska egenskaper ärvs med hjälp av det som idag kallas gener och att dessa transporteras i kromosomer. Med hjälp av detta togs teorin fram om att ett kromosompar kom från vardera föräldern. Stevens forskning inom den regenerativa processen förde in henne  på forskning om  just  kromosomer, vilket kom att resultera i upptäckten av X- och Y-kromosomer och hur de spelar en avgörande roll i könsbestämningen av en individ. Hon fann  att mäns könsceller bestod av både en X- och Y-kromosom medan kvinnans endast bestod av X-kromosomen. Därav kunde hon dra slutsatsen att könet hos en individ bestäms av hanens könskromosomer. Dessa viktiga upptäckter kom att publiceras år 1905.
Hon avslutade sin doktorsposition (PhD) år 1903 och stannade då kvar på universitetet Bryn Mawr och forskade. Åren som forskare var hennes mest produktiva och hon publicerat fler än 38 artiklar under åren 1901 och fram till sin död 1912 som förorsakades av bröstcancer.
Stevens tilldelades 1905 Ellen Richards Prize som tilldelas enastående vetenskapskvinnor, och 1994 blev hon introducerad i National Women's Hall of Fame för sina framgångar inom forskning kring könsbestämning.
Trots Stevens stora roll i upptäckten av kromosomers betydelse i en individs kön förbises ofta både hon och Wilson i mycket litteratur där äran för fyndet istället många gånger ges till Thomas Hunt Morgan. Detta trots att Morgan accepterade Stevens och Wilsons resultat först flera år efter deras respektive forskning publicerats. Även i texter där Stevens arbete uppmärksammas beskrivs sällan den vetenskapliga eller kronologiska relationen mellan hennes och Wilsons arbete.
Wilson anses ofta ha erhållit sina resultat före eller samtidigt som Stevens samt inspirerat hennes arbete. Mycket modern litteratur ger intrycket att Stevens jobbade för eller med Wilson, vilket är felaktigt. Innan Wilson läste Stevens forskning trodde han att kön bestämdes av externa faktorer, inte av kromosomer. Missförståndet i den kronologiska ordningen av Stevens samt Wilsons arbeten härstammar från en text av Thomas Hunt Morgan där han skrev att Wilson nått sina resultat innan Stevens.